# Puginier
Puginier ist eine französische Gemeinde mit 154 Einwohnern (Stand: 1. Januar 2022) im Département Aude in der Region Okzitanien (vor 2016 Languedoc-Roussillon). Sie gehört zum Arrondissement Carcassonne und zum Kanton Le Bassin Chaurien. Die Einwohner werden Puginois genannt.

## Nachbargemeinden
Puginier liegt etwa 41 Kilometer westnordwestlich von Carcassonne. Umgeben wird Puginier von den Nachbargemeinden La Pomarède im Norden und Nordosten, Tréville im Osten, Peyrens im Südosten, Souilhe im Süden und Westen, Soupex im Westen sowie Saint-Félix-Lauragais im Nordwesten.

## Bevölkerungsentwicklung
| Jahr                       | 1962 | 1968 | 1975 | 1982 | 1990 | 1999 | 2006 | 2019 |
| Einwohner                  | 166  | 148  | 154  | 118  | 145  | 147  | 144  | 154  |
| Quellen: Cassini und INSEE |      |      |      |      |      |      |      |      |